# Nikara
Nikara fue un faraón de la Dinastía VII (c. 2170 a. C.), durante el primer periodo intermedio de Egipto.
El Viejo Orden se derrumba al final de la Dinastía VI y los nomarcas del Alto Egipto establecen la hegemonía sobre sus territorios. Este gobernante podría pertenecer también a un consejo temporal de mandatarios, constituido en un periodo de dificultades políticas o económicas. La situación en Menfis debía ser caótica pues Manetón comentó, según Sexto Julio Africano, que la dinastía se compuso de "70 reyes de Menfis, reinando 70 días".
Su nombre se encuentra en:
- La Lista Real de Abidos
- Una placa de oro conservada en el British Museum

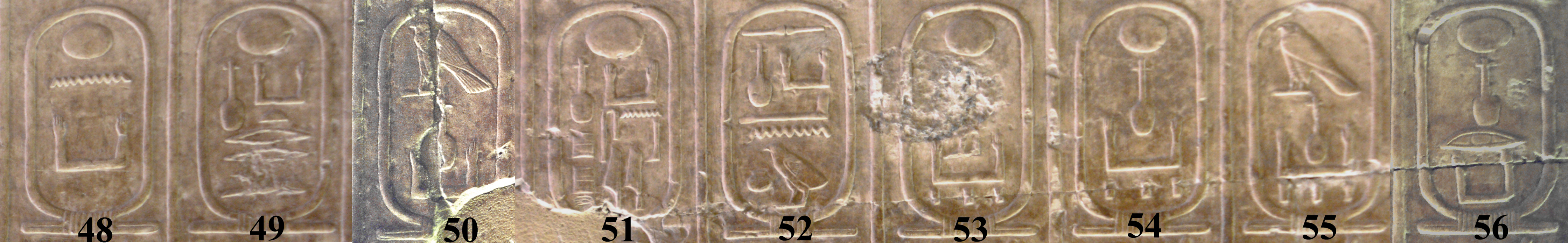
Lista Real de Abidos. Cartucho n.º 48.

## Titulatura
| Titulatura | Jeroglífico | Transliteración (transcripción) - traducción - (referencias) |

| ra | n · kA |

| ra | n · kA |

| ra | n · kA |

| ra | n · kA |

| ra | n · kA |

| ra | n · kA |

| ra | n · kA |

| ra | n · kA |

| ra | n · kA |

| ra | n · kA |

| ra | n · kA |

| ra | n · kA |

| ra | n · kA |

| ra | n · kA |

| ra | n · kA |

| ra | n · kA |

| Predecesor: Neferkamin | Faraón Dinastía VII | Sucesor: Neferkara Tereru |

- Datos: Q713772